# 全国爱国主义教育示范基地

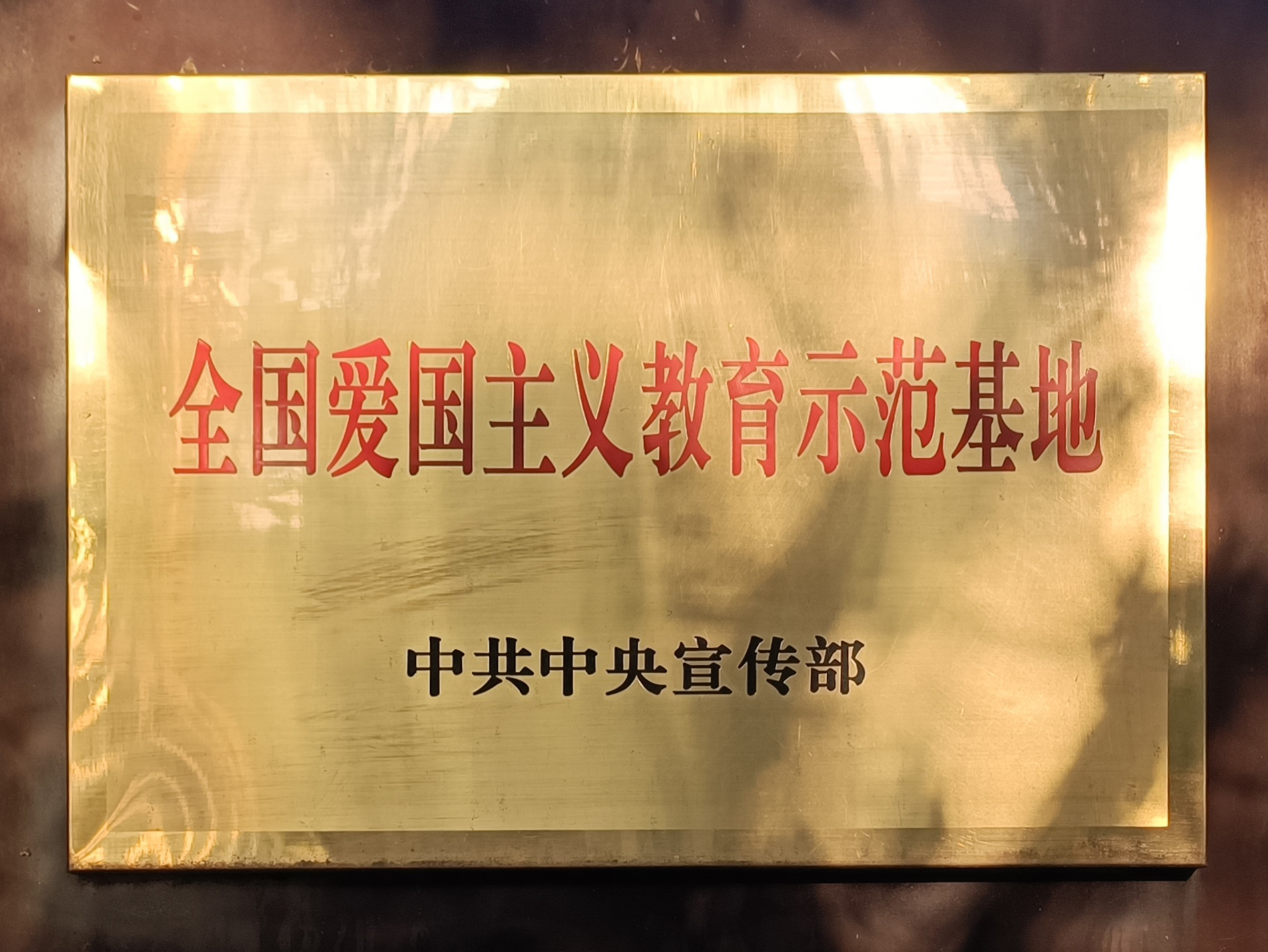
西安事变纪念馆的全国爱国主义教育示范基地铭牌

全国爱国主义教育示范基地是由中共中央宣传部公布的有特殊历史意义，有利于对人民群众进行爱国主义教育的地点。自1997年7月至2021年6月，中宣部一共公布了四批及其他批次共585个爱国主义教育示范基地。

## 背景
中宣部在1994年8月23日拟定的《爱国主义教育实施纲要》提出要搞好爱国主义教育基地的建设：
|  | 各级党委宣传部门要遵照当地党委和人民政府提出的要求，会同教育行政部门、共青团组织和文化、文物、民政、园林等部门确定一批教育基地。 |

1997年7月，中宣部公布了第一批共100个爱国主义教育基地，其中19个反映了中华民族的悠久历史文化，9个反映了近代中国遭受帝国主义侵略和中国人民反抗侵略、英勇斗争内容，75个反映了现代中国人民革命斗争和社会主义建设时期内容。
2001年6月11日，中宣部公布了以反映党的光辉历史为主要内容的第二批共100个爱国主义教育示范基地。
2005年11月20日，中宣部公布了第三批共66个全国爱国主义教育示范基地。
2009年5月，中宣部公布第四批共87个全国爱国主义教育示范基地。
2017年3月，中宣部命名41个全国爱国主义教育示范基地。
2019年9月，中宣部命名39个全国爱国主义教育示范基地。
2021年6月，中宣部命名111个全国爱国主义教育示范基地。